# Ferdinand Trautmann

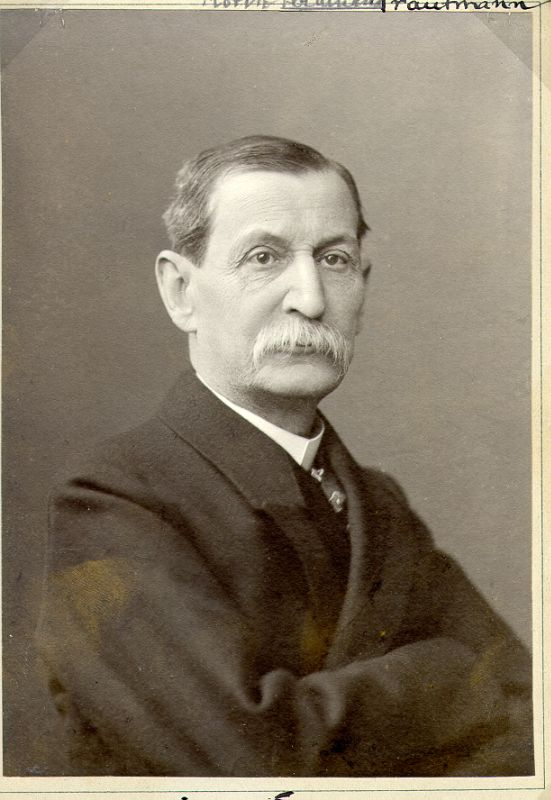
Ferdinand Trautmann

Ferdinand Trautmann (* 20. März 1833 in Wittenberg; † 4. Mai 1902 in Berlin) war ein deutscher Ohrenarzt, Sanitätsoffizier und Hochschullehrer.

## Leben
Ferdinand Trautmann studierte als Zögling des Medicinisch-chirurgischen Friedrich-Wilhelm-Instituts Medizin. 1853 wurde er dort Mitglied des Corps Normannia Berlin. 1857 wurde er zum Dr. med. promoviert. Anschließend bildete er sich in Ohrenheilkunde bei Hermann Schwartze in Halle an der Saale und Hermann Friedrich Wendt in Leipzig fort. Ab 1873 praktizierte er als Ohrenarzt zunächst in Breslau und später in Berlin. 1876 wurde er an der Universität Berlin Dozent für Ohrenheilkunde. 1888 wurde er zum außerordentlichen Professor ernannt. 1894 wurde er dirigierender Arzt der Abteilung für Ohrenkranke an der Charité.
Neben seiner ärztlichen und wissenschaftlichen Tätigkeit war Trautmann bis 1887 Militärarzt. Als solcher nahm er am Deutschen Krieg und am Deutsch-Französischen Krieg teil. 1869 hatte er den Dienstgrad eines Stabsarztes. Bei seinem Ausscheiden aus dem aktiven Militärdienst erhielt er den Charakter als Generalarzt.

## Auszeichnungen
- Ernennung zum Geheimen Medizinalrat (1894)
- Ehrenmitgliedschaft des Corps Normannia Berlin[1]

## Schriften
- Die Zersetzungsgase als Ursache zur Weiterverbreitung der Cholera und Verhütung derselben durch zweckmässige Desinfection mit besonderer Berücksichtigung des Süvernschen Desinfections-Verfahrens, 1869.
- Anatomische, pathologische und klinische Studien über Hyperplasie der Rachentonsille sowie chirurgische Behandlung der Hyperplasie zur Verhütung von Erkrankungen des Gehörorgans, 1886
- Embolische Processe des Mittelohrs.
- Die Lichtreflexe des Trommelfelles.
- Der gelbe Fleck am Ende des Hammerstieles.
- Chirurgische Anatomie des Schläfenbeins insbesondere für Radicaloperation, 1898.
- Leitfaden für Operationen am Gehörorgan, 1901.